# Lijst van burgemeesters van Maashorst
Dit is een lijst van burgemeesters van de Nederlandse gemeente Maashorst in de provincie Noord-Brabant sinds haar instelling op 1 januari 2022. De gemeente ontstond op die datum door een fusie van Landerd en Uden.
| Ambtsperiode | Naam burgemeester                | Partij of stroming | Bijzonderheden                                                                |
| ------------ | -------------------------------- | ------------------ | ----------------------------------------------------------------------------- |
| 2022 - 2023  | P.L.A. (Paul) Rüpp               | CDA                | tot 27 september 2022 waarnemend, op 26 maart 2023 tijdens het ambt overleden |
| 2022 - 2024  | M.J.D. (Rianne) Donders-de Leest | CDA                | vanaf 16 december 2022 waarnemend                                             |
| 2024 - heden | J.A. (Hans) van der Pas          | PvdA               | vanaf 12 maart 2024                                                           |